# Setesdal

Setesdal est une vallée et un district traditionnel de Norvège situé dans le comté d'Aust-Agder, dans le sud du pays. La rivière Otra coule au sein de la vallée. Les montagnes autour de la vallée sont souvent regroupées sous le nom Setesdalheiene.